# San Salvador
 Ovo je glavno značenje pojma San Salvador. Za druga značenja pogledajte San Salvador (razdvojba).
San Salvador (hrv: Sveti Spasitelj) je glavni grad srednjoameričke države Salvadora i istoimenog departmana. On je političko, kulturno i financijsko središte države. Grad je po naseljenosti urbanoga područja drugi u Srednjoj Americi, odmah iza Mexico Cityja.